# 壱岐市立芦辺小学校
壱岐市立芦辺小学校（いきしりつ あしべしょうがっこう, Iki City Ashibe Elementary School）は長崎県壱岐市芦辺町芦辺浦にある公立小学校。略称は「芦辺小」、「芦小」。

## 概要
歴史
1876年（明治9年）に開校した「第五大学区第四中学区諸吉小学校（現・壱岐市立田河小学校）芦辺分校」を前身とする。2016年（平成28年）に創立140年を迎えた。
学校教育目標
「やさしく かしこく たくましい 子どもの育成」
校章
校名「芦小」の文字を芦の葉の絵で囲んでいる。
校歌
作詞は松坂直美、作曲は遠藤実による。歌詞は3番まである。歌詞に校名の芦辺は登場しないが、各番とも「楽し学舎（まなびや）われらが母校」で終わる。
校区
芦辺町芦辺浦、諸吉大石触、中野郷東触の一部。中学校区は壱岐市立芦辺中学校（旧壱岐市立田河中学校）。

## 沿革

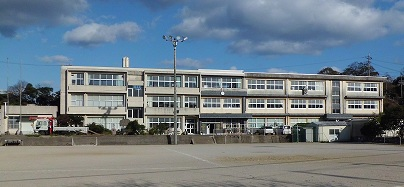
旧校舎（新校舎の建設にあたり解体された）

- 1876年（明治9年）- 天徳寺に「第五大学区第四中学区諸吉小学校芦辺分校」が開校。
- 1878年（明治11年）- 諸吉小学校より分離し、「中下等芦辺小学校」として独立。
- 1883年（明治16年）- 再び「諸吉小学校芦辺分校」となる。種徳院を校舎として使用。
- 1886年（明治19年）- 芦辺分校が一旦廃止される。
- 1892年（明治25年）- 「尋常諸吉小学校芦辺分教場」が開設。
- 1893年（明治26年）- 諸吉小学校より分離し、「芦辺尋常小学校」として独立。
- 1894年（明治27年）- 校舎を増築。
- 1908年（明治41年）- 小学校令の改正により、尋常科5・6年を設置。（尋常小学校の修業年限が4ヶ年から6ヶ年に延長される）
- 1910年（明治43年）- 現在地（芦辺浦546番地）に校舎を新築し、移転完了。
- 1913年（大正2年）頃 - 芦辺実業補習学校を併置。
- 1917年（大正6年）7月10日 - 真辺教諭が殉職[2]。
- 1927年（昭和2年）- 運動場を拡張。校舎を一棟増築。
- 1928年（昭和3年）4月 - 芦辺実業補習学校の中に修業年限2ヶ年の女子研究科を設置。
- 1929年（昭和4年）- 幼稚園を付設。
- 1931年（昭和6年）- 付設の幼稚園を廃止。
- 1935年（昭和10年）- 「田河尋常高等小学校芦辺分校」となる。青年学校令により、芦辺実業補習学校が芦辺青年学校に改称。
- 1939年（昭和14年）- 田河尋常高等小学校から独立し、再び「芦辺尋常小学校」となる。
- 1941年（昭和16年）4月1日 - 国民学校令により、「田河村立芦辺国民学校」となる。高等科を設置。
- 1947年（昭和22年）
  - 4月1日
    - 学制改革により、「田河村立芦辺小学校」と改称。
    - 新制中学校として設置された田河中学校が校舎完成までの間、芦辺小学校と田河小学校校舎で分散授業を行う。

  - 11月3日 - 町制施行により、「田河町立芦辺小学校」と改称。
- 1949年（昭和24年）12月 - 旧・芦辺実業補習学校女子研究科を改編し、長崎県立壱岐高等学校田河分校が設置される。
- 1955年（昭和30年）4月1日 - 町村合併[3]により、「芦辺町立芦辺小学校」に改称。
- 1956年（昭和31年）
  - 3月31日 - 壱岐高等学校田河分校が廃止[4][5]。
  - この年 - へき地集会室（講堂）が完成。
- 1963年（昭和38年）- ミルク給食を開始。
- 1964年（昭和39年）- 特殊学級（現・特別支援学級）を開設。
- 1968年（昭和43年）- 鉄筋3階建ての新校舎が完成。各教室にテレビを設置し、放送教育を開始。
- 1970年（昭和45年）- 牛乳給食を開始。
- 1974年（昭和49年）- 簡易プールが完成。
- 1976年（昭和51年）- 芦辺小学校少年消防クラブを結成。
- 1977年（昭和52年）- 創立100周年を迎える。
- 2004年（平成16年）3月1日 - 町村合併により、「壱岐市立芦辺小学校」（現校名）に改称。
- 2017年（平成29年）4月 - 新校舎が完成。完成までの間プレハブ校舎で授業が行われていた。
- 2019年（平成31年）- 新体育館が完成。

## アクセス
最寄りの港
- 「芦辺漁港」- 九州郵船が対馬の厳原港、福岡県博多港との間にフェリー・ジェットフォイルを運航。

最寄りのバス停
- 壱岐交通「芦辺郵便局前」バス停

最寄りの県道
- 長崎県道174号湯ノ本芦辺線

## 周辺
- 壱岐市役所芦辺支所（旧・芦辺町役場）
- 壱岐警察署芦辺警察官駐在所
- 芦辺郵便局
- 九州電力送配電芦辺発電所
- 十八親和銀行芦辺出張所

## 関連
- 長崎県小学校一覧